# Tropidodryas striaticeps
Tropidodryas striaticeps — вид змій родини полозових (Colubridae). Ендемік Бразилії.

## Поширення і екологія
Tropidodryas striaticeps поширені на сході Бразилії, від штату Ріу-Гранді-ду-Сул на північ до Баїї. Вони живуть в атлантичних лісах. Ведуть напівдеревний, денний спосіб життя. У молодому віці живляться земноводними і ящірками, у дорослому — птахами і дрібними ссавцями. Відкладають яйця, в кладці до 18 яєць.